# Foundational Model of Anatomy
El Foundational Model of Anatomy (FMA) es una ontología de referencia en el ámbito de la anatomía. Se trata de una representación simbólica de la estructura canónica y fenotípica de un organismo; una ontología espacio-estructural de entidades y relaciones anatómicas que forman la organización física de un organismo a todos los niveles destacados de granularidad.
El FMA es desarrollado y mantenido por el Grupo de Informática Estructural de la Universidad de Washington.

## Descripción
La ontología FMA contiene aproximadamente 75.000 clases, más de 120.000 términos y más de 2,1 millones de instancias de relación de más de 168 tipos de relaciones.